# 皮德利斯涅 (切爾沃諾阿爾米西克區)
50°22′10″N 28°8′52″E / 50.36944°N 28.14778°E
皮德利斯涅（烏克蘭語：Підлісне）是烏克蘭北部的村莊，隸屬日托米爾州的日托米爾區。該村面積0.58平方公里，海拔高度227米，2001年人口73，人口密度每平方公里125.65人。